# 1340 Yvette
1340 Yvette è un asteroide della fascia principale del diametro medio di circa 25,87 km. Scoperto nel 1934, presenta un'orbita caratterizzata da un semiasse maggiore pari a 3,1778992 UA e da un'eccentricità di 0,1360178, inclinata di 0,41934° rispetto all'eclittica.
L'asteroide è dedicato a una nipote dello scopritore.